# 8839 Новичкова
8839 Новичкова (8839 Novichkova) — астероїд головного поясу, відкритий 24 жовтня 1989 року.
Тіссеранів параметр щодо Юпітера — 3,189.